# Божко Олександр Іванович
Олекса́ндр Іва́нович Божко́ (1 квітня 1946, с. Нові Безрадичі Обухівського району, Київська область) — український дипломат, літературознавець, перекладач творів вірменської літератури.

## Життєпис
Народився 1 квітня 1946 року в селі Нові Безрадичі Обухівського району на Київщині. 1973 року закінчив Київський державний університет ім. Т.Шевченка, філолог, фахівець з української і вірменської мов. Аспірантуру Єреванського університету, інституту літератури АН Вірменії закінчив 1975, стажист-дослідник. Володіє іноземними мовами: вірменською, російською, французькою.
З 1962 до 1964 — слюсар заводу а/с 304 м. Києва.
З 1964 до 1965 — освітлювач кіностудії ім. О.Довженка.
З 1965 до 1968 — служба в збройних силах.
З 1973 до 1975 — стажист-дослідник, аспірант Єреванського університету, інституту літератури АН Вірменії.
З 1975 до 1979 — кореспондент, завідувач відділу газети «Літературна Україна».
З 1979 до 1984 — редактор журналу «Всесвіт».
З 1984 до 1986 — на творчій роботі у Спілці письменників України.
З 1986 до 1990 — редактор журналу «Всесвіт».
З 1990 до 1992 — відповідальний секретар Київської організації Спілки письменників України.
З 1992 до 1993 — завідувач відділу інформації та наукових видань Інституту східознавства АН України та власник компанії schetchiki-tepla.com.ua/ [Архівовано 8 серпня 2020 у Wayback Machine.].
З 1993 до 1996 — радник відділу двосторонніх відносин з країнами СНД і Грузією 1-го
територіального управління; в.о. начальника, начальник Управління країн СНД МЗС України.
З 19.07.1996 до 28.12.2001 — Надзвичайний та Повноважний Посол України в Республіці Вірменія.
З 31.12.2004 до 21.06.2005 — Надзвичайний та Повноважний Посол України в Киргизькій Республіці.
З 21.06.2005 до 22.07.2010 — Надзвичайний та Повноважний Посол України в Республіці Вірменія.
Дипломатичний ранг: Надзвичайний і Повноважний Посол.
Автор: понад 100 культурологічних і літературознавчих статей, перекладів з вірменської.

## Переклади, літературознавство
В його перекладах вийшли книжки В. Варданяна, З. Халаф'яна, М. Галшояна, Г. Матевосяна, К. Симоняна, С. Ханзадяна, Раффі та ін. Автор статей, нарисів, присвячених здебільшого вірменсько-українським літературним зв'язкам.

## Сім'я
Батько Оберемок Іван Іванович (1924) — пенсіонер.
Мати Божко Катерина Захарівна (1922—1997).
Дружина Карагезян (Божко) Раїса Альбертівна — член Національної спілки письменників України.
Дочка Олеся (1975) — працівник МЗС України.
Дочка Арміне (1977) — художниця.

## Роботи
- Кам’янецька хроніка (уривки) / переклад і коментарі // Східний світ. — 2015. — № 3. — С. 124—142.